# Franco Faccio
Franco Faccio (8. března 1840 Verona - 21. července 1891 Monza) byl italský skladatel a dirigent.

## Život
Studoval v Miláně na konzervatoři. Jeho přítelem a spolužákem byl Arrigo Boito. Společně získali stipendium od italské vlády a dále studovali v Paříži. Faccio se stal přítelem Giuseppe Verdiho. Jeho sestra, Chiarina Faccio (1846-1923), byla sopranistka. Zemřel v Monze na syfilitidu.

## Dílo a angažmá
- 1862 – spolu s Boitem složili kantátu Le sorelle d'Italia
- 1863 – první opera, Uprchlí Vlámové (I profughi fiaminghi); libreto napsal Emilio Praga; premiéra proběhla v listopadu v La Scale
- 1865 – opera Amleto; libreto napsal Boito
- 1867 – turné po Skandinávii a Německu
- 1868– působil jako dirigent v milánském Teatro Carcano
- 1869 – působil jako asistent dirigenta v La Scale
- 1871 – 1890 – byl šéfdirigentem La Scaly

### Dirigovaná díla
- 1874 – dvě ze čtyř uvedení Verdiho Rekviem v Miláně (další dvě dirigoval sám Verdi)
- 8. dubna 1876 – světová premiéra opery Gioconda Amilcara Ponchielliho
- 24. března 1881 – milánské uvedení 2. verze Verdiho opery Simone Boccanegra
- 5. února 1887 – světová premiéra Verdiho opery Otello
- 21. dubna 1889 – světová premiéra opery Edgar Giacoma Pucciniho